# Осады Ставища
Осады Ставища — две осады войсками Речи Посполитой мятежного города Ставище на правобережной Гетманщине в 1664 и 1665 году в конце Русско-польской войны 1654—1667.

## Предыстория
В январе 1664 года, когда армия короля Яна II Казимира увязла при осаде Глухова, против поляков и гетмана Тетери восстал город Ставище, что стало прологом к крупному восстанию на всей Правобережной Украине. Повстанцы перебили польский гарнизон и разграбили припасы для польских войск, отправившихся в поход на Левобережье. Помимо этого было разорено имение Стефана Чарнецкого близ Ставищ, пожалованное коронному гетману в ленное владение. Восстали и другие города в тылу у польской армии, что начало приобретать для Короны угрожающий размах.
Кошевой атаман Запорожской Сечи Иван Серко, в марте 1664 писал царю Алексею Михайловичу: «Исполняя с Войском Запорожским службу вашему царскому пресветлому величеству, я, Иван Серко, месяца января 8 числа, пошёл на две реки, Буг и Днестр, где Божиею милостью и предстательством Пресвятой Богородицы и вашего великого государя счастьем, напав на турецкие селения выше Тягина города, побил много бусурман и великую добычу взял. Оборотясь же из-под турецкого города Тягина, пошёл под черкасские города. Услыша же о моем, Ивана Серка, приходе, горожане сами начали сечь и рубить жидов и поляков, а все полки и посполитые, претерпевшие столько бед, неволю и мучения, начали сдаваться. Чрез нас, Ивана Серка, обращена вновь к вашему царскому величеству вся Малая Россия, города над Бугом и за Бугом, а именно: Брацлавский и Калницкий полки, Могилев, Рашков, Уманский повет, до самого Днепра и Днестра; безвинные люди обещались своими душами держаться под крепкою рукою вашего царского пресветлого величества до тех пор, пока души их будут в телах».

## Осада 1664 года
Польское руководство начало предпринимать экстренные меры. В июне 1664 Чарнецкий начал осаду Ставища, которая продлилась полгода. Прежде всего гетман послал татар сжечь все близлежащие деревни и хутора, истребить и угнать в неволю их население, приказав без всякой пощады убивать женщин, детей и стариков. В городе заперлось большое число повстанцев под командованием полковника Дачко, бывшего долго в турецком плену на галерах. Приступы начались 4 июля, но были очень неудачны для поляков. Дачко, отбив их, приказал копать дополнительный ров. Из высыпной земли этого рва образовался новый вал, так что теперь Ставище оказалось защищено двумя рядами земляных укреплений. Восставшие с валов издевались над врагами. Когда Чарнецкий объезжал своё войско, одетый в бурку из леопардовой шкуры, осаждённые кричали ему: «Ото ряба собака!».
Между тем поляки, подвезя артиллерию, начали беспрерывный обстрел города, истребив большую часть его строений. Дачко был убит и на его место выбрали сотника Чопа, также оказавшегося дельным и отважным предводителем. Поляки продолжали приступы, неся огромные потери. Погибла вся пехота, уцелевшая после зимней кампании, и польские ряды настолько умалились, что где прежде были тысячи, теперь едва набирались сотни. Тогда решено было на военном совете обложить Ставище кругом, чтобы ни в город, ни из города не могло пройти ни одно живое существо. Так минуло ещё несколько месяцев, наступила осень. В городе начался голод, а усиленная пальба из польских орудий обратила в пепел почти все его жилища. Приходилось в осеннюю непогоду оставаться без крова под непрерывным неприятельским огнём. В таком отчаянном положении 8 октября осажденные приняли решение о капитуляции. Чарнецкий принял её и даже оставил в живых уцелевших жителей, но в наказание за долговременное упорство велел им заплатить за свою жизнь выкуп татарам. Кроме того, расположил в Ставище на постой два полка на всё время, пока будет идти война, и снял с храмов колокола — в наказание за то, что в них звонили в набат, созывая поспольство к битвам против поляков.

## Осада 1665 года

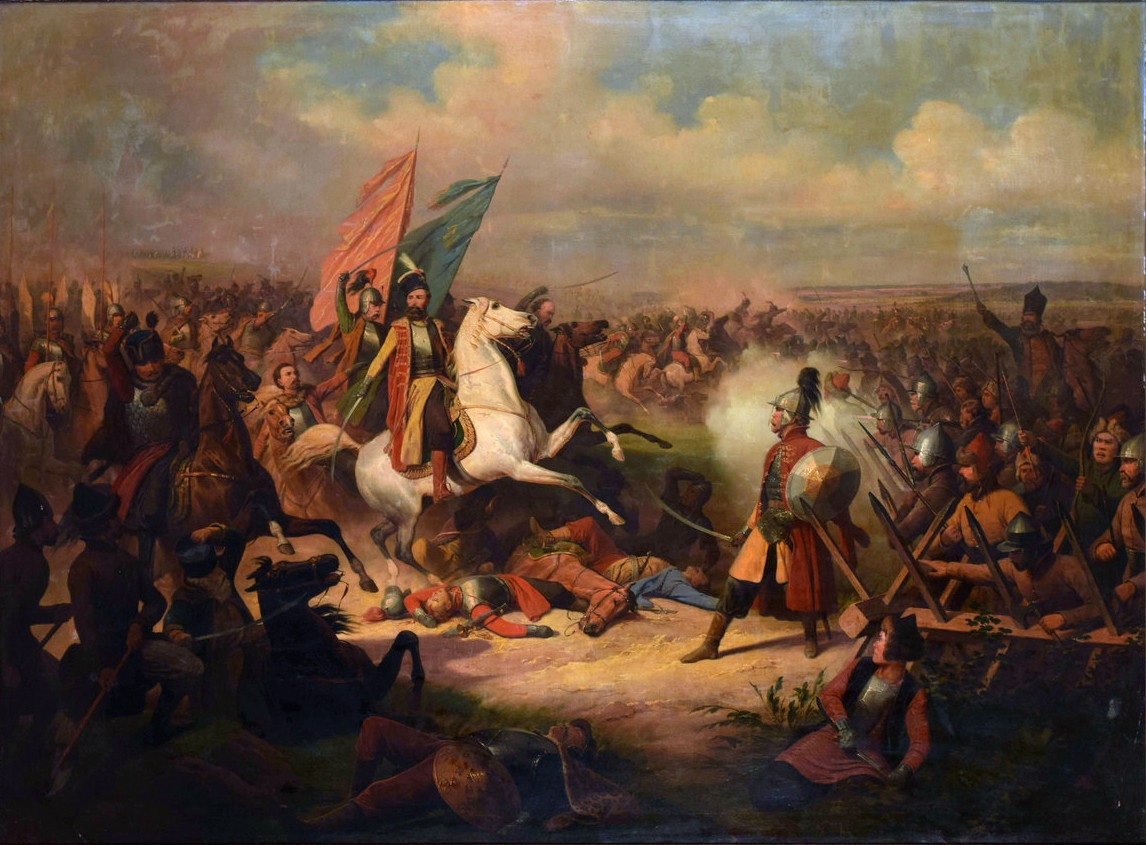
Януарий Суходольский. «Стефан Чарнецкий во время польско-русской войны». 1875 г.

Следующей весной жители Ставища восстали вновь и прогнали польский гарнизон. Узнав об этом, Чарнецкий отправил к городу отряд под начальством Маховского, но ставищане встретили его с оружием в руках. Потеряв до двухсот человек убитыми, поляки отступили. Тогда сам Чарнецкий поспешил к непокорному местечку и внезапным ударом овладел им. Все его жители были поголовно истреблены, город сожжён дотла. Сам Чарнецкий во время приступа города получил тяжелое огнестрельное ранение, от которого скончался спустя шесть недель.